# Kenneth Olayombo
Kenneth Olayombo (ur. 29 sierpnia 1947 w Calabar, zm. 3 lipca 2013) – nigeryjski piłkarz grający na pozycji napastnika. W swojej karierze grał w reprezentacji Nigerii.

## Kariera klubowa
W swojej karierze piłkarskiej Olayombo grał w klubach Nigerian Army FC i Stationery Stores FC.

## Kariera reprezentacyjna
W 1968 roku Olayombo został powołany do reprezentacji Nigerii na Igrzyska Olimpijskie w Meksyku, a w 1976 roku na Puchar Narodów Afryki 1976. Zagrał w nim w czterech meczach: grupowym z Marokiem (1:3) oraz w fazie finałowej z Gwineą (1:1), z Marokiem (1:2) i z Egiptem (3:2). Z Nigerią zajął 3. miejsce w tym turnieju.